# Kermes quercus
Kermes quercus är en insektsart som först beskrevs av Carl von Linné 1758.  Kermes quercus ingår i släktet Kermes och familjen eksköldlöss. Arten är reproducerande i Sverige. Inga underarter finns listade i Catalogue of Life.